# اراتوستن

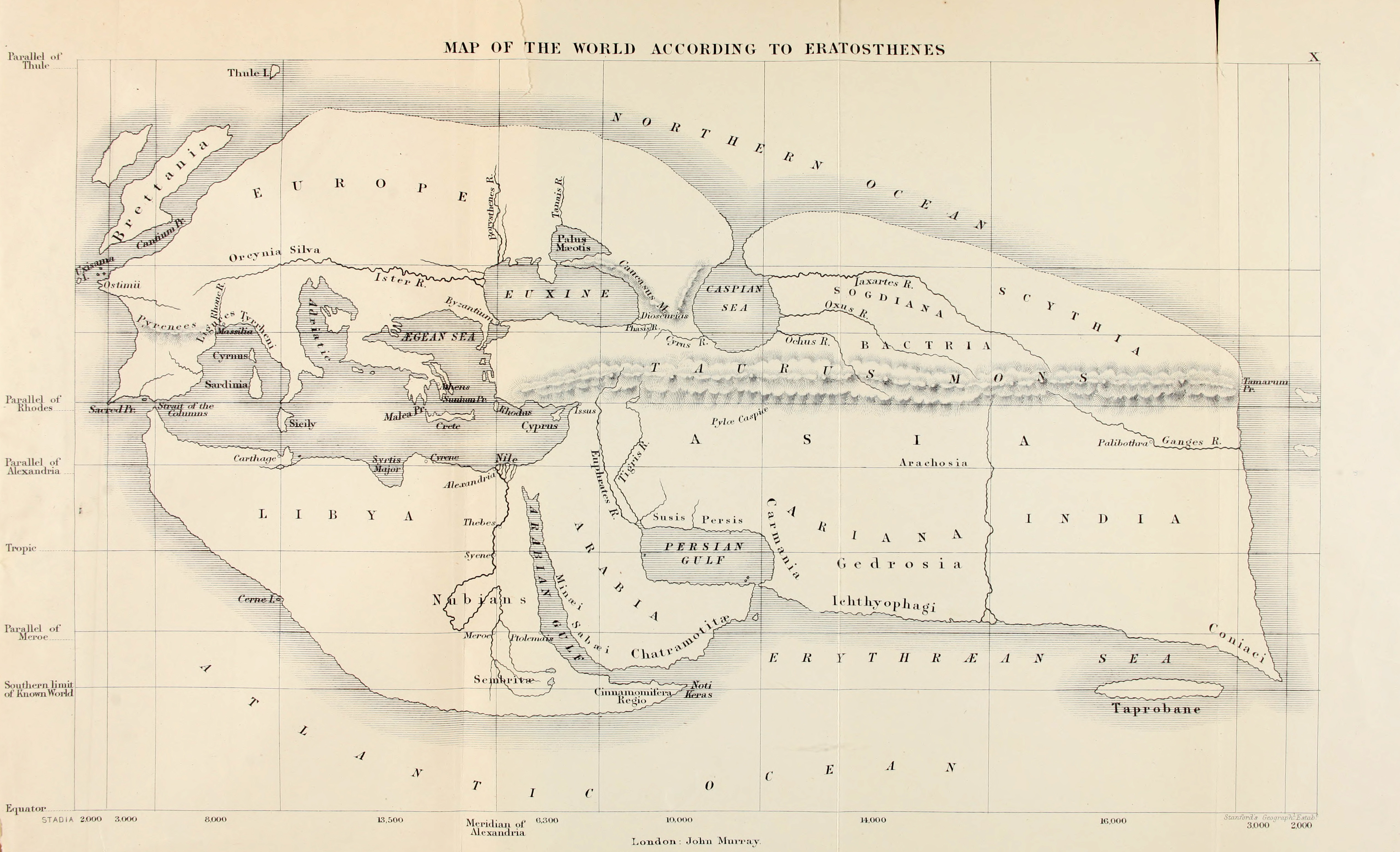
نقشه‌ای بازسازی‌شده از سدهٔ ۱۹ میلادی از جغرافیای اراتوستن، از جهان شناخته‌شدهٔ آن روزگار، نام آریانا در این نقشه دیده می‌شود.

اِراتوستِن یا اراتوستنِس (به یونانی: Ἐρατοσθένης) (حدود ۲۷۶ – حدود ۱۹۴ پیش از میلاد) ریاضی‌دان، شاعر، ورزشکار، جغرافی‌دان و ستاره‌شناس یونانی دوران اسکندر بود. او اولین فردی بود که برای علم و دانش مطالعه زمین و ویژگی های آن و ترسیم و شناخت کلی سیاره زمین و همچنین هر آنچه که به زمین و علم مطالعه آن وابسته باشد، واژه جغرافیا را به کار برد.به همین علت او را پدر علم جغرافیا در تاریخ بشر میدانند. کشف الگوریتم غربال اراتوستن که الگوریتمی برای تشخیص اعداد اول در یک مجموعهٔ متوالی و منتاهی است را به او نسبت می دهند.

## زندگی‌نامه
او در قورینا (یا سیرن، در کشور لیبی امروزی) چشم بجهان گشود. نخستین کسی بود که توانست محیط زمین را با استفاده از تفاوت زاویه تابش خورشید در اسکندریه و اسوان بدست آورد. منابع و کتاب‌های لازم را در اسکندریه، مرکز فراگیری علوم و فنون آن روزگار، سراغ داشت لذا به آنجا رفت و سرکتابدار کتابخانهٔ (کتابخانه قدیم اسکندریه) آنجا شد. اراتوستن آثاری از خود به‌جای گذاشته که برای جغرافیای ایران قدیم هم گرانبها است. استرابون در کتاب‌های خود نام او را بسیار آورده و گفته‌های او را سند دانسته. اراتوستن نخستین نویسندهٔ خارجی است که از نام ایران و خلیج فارس یاد کرده است او ایران را آریانا و خلیج فارس را Persian Gulf نامیده‌است.